# Stanična potentnost
Stanična potentnost je sposobnost stanice da se diferencira u druge vrste stanica.
U što više vrsta stanica se stanica može diferencirati, veća joj je sposobnost potentnosti. Potentnost je također objašnjena kao potencijal za aktivaciju neaktivnih gena u stanici, koji počinje stanjem totipotentnosti, gdje stanica ima najveću potentnost, pluripotentnost, multipotentnost, oligopotentnost, i napokon, unipotentnost.

## Totipotentnost
Totipotentnost (od lat. totus - u potpunosti i potens, imati moć, snagu, sposobnost) je sposobnost jedne stanice da se dijeli i proizvede sve diferencirane stanice u tijelu. Spore i zigote su primjeri totipotentnih stanica.
Totipotentna stanica ima najveći diferencijacijski potencijal.
Potpuno diferencirana stanica može se vratiti u stanje totipotentnosti. Takva pretvorba je zamršena i nije do kraja razjašnjena, već je tema novijih istraživanja. Istraživanja u 2011. pokazala su da stanice ne prelaze u totipotentne stance, već u "kompleksnu staničnu varijaciju" totipotentnosti. Matične stanice slične totipotentnim blastomerama iz dvostanične faze embrionalnog razvoja mogu se spontano pojaviti u laboratorijski uzgojenim kulturama matičnih stanica embrija.,  a također se može inducirati povećano pojavljivanje in-vitro kroz smanjivanje aktivnosti kromatinskog lanca u CAF-1.
Modelom ljudskog razvoja može se opisati nastanak totipotentnih stanica. Čovječji razvoj počinje kad spermij oplodi jajnu stanicu, a iz nje se razvije jedna totipotentna stanica, zigota. U prvih nekoliko sati nakon oplodnje, zigota se mitotički dijeli (brazda) na jednake totipotentne stanice, koje se kasnije mogu razviti u bilo koji od tri zametna listića (endoderm, mezoderm ili ektoderm). Nakon postizanja faze sa 16 stanica (morula), totipotentne stanice počinju se diferencirati: jedan dio postaje unutarnja stanična masa blastociste, a drugi trofoblasti. Nakon otprilike četiri dana nakon oplodnje i nakon nekoliko ciklusa stanične diobe, totipotentne stanice se počinju specijalizirati. Unutarnja stanična masa, izvor embrionalnih matičnih stanica, tada postaje pluripotentna.
Istraživanja na obliću Caenorhabditis elegans pokazuju kako različiti mehanizmi, uključujući regulaciju RNA, mogu igrati ulogu u održavanju totipotentnosti u različitim fazama razvoja nekih vrsta. Rad s zebrastim ribicama i sisavcima svjedoči o daljnjoj suradnji između proteina koji vežu miRNA i RNA (RBP proteini) u određivanju razvojnih razlika.
U rujnu 2013. godine, ekipa iz španjolskog Nacionalnog centra za istraživanje raka (CRC) po prvi je put uspjela natjerati odrasle mišje stanice da se vrate u stanje embrionih matičnih stanica, čime su postigle totipotentnost.

## Pluripotentnost
U staničnoj biologiji, pluripotentnost (od lat. plurimus - vrlo mnogo, i potens - imati moć, snagu, sposobnost) odnosi se na matičnu stanicu sa sposobnošću diferencijacije u bilo koji od tri zametna listića. Međutim, stanična pluripotentnost ima više stadija, u rasponu od potpuno pluripotentnih stanica koje mogu formirati svaku stanicu embrija, na primjer, embrionalne matične stanice, i inducirane pluripotentne matične stanice (vidi niže), do nepotpuno ili djelomično pluripotentnih stanica koje mogu stvarati tri zametna listića ali nemaju sve karakteristike potpuno pluripotentnih stanica.

### Inducirana pluripotentnost
Inducirane pluripotentne matične stanice, skraćeno iPS stanice ili iPSC (Induced Pluripotent Stem Cells) spadaju u tip pluripotentnih matičnih stanica, umjetno dobivenih iz ne-pluripotentnih stanica, poput odrasle somatske stanice, postupkom poticanja prisilne ekspresije određenih gena i transkripcijskih čimbenika. Transkripcijski čimbenici igraju ključnu ulogu u određivanju statusa tih stanica, i dokazuju da tjelesne stanice sadrže iste genetske informacije kao i rane embrionalne stanice. Sposobnost poticanja stanica u pluripotentno stanje prvi je put izvedeno 2006. pomoću mišjih fibroblasta i četiri transkripcijska čimbenika: Oct4, Sox2, Klf4 i c-Myc; ova metoda, koja se zove reprogramiranje, donijela je Shini Yamanaki i Johnu Gurdonu Nobelovu nagradu za fiziologiju ili medicinu 2012. 2007. godine uspješno su inducirane ljudske iPSC izvađene iz fibroblasta kože čovjeka s pomoću tehnika sličnih onima koje su se koristile za indukciju mišjih stanica. Ljudske inducirane stanice pokazuju slične osobine kao i embrionalne matične stanice (EMS), ali ne zahtijevaju korištenje embrija. Neke od sličnosti između EMS i iPSC uključuju pluripotentnost, morfologiju, sposobnost regeneracije, osobinu koja implicira da se stanice mogu zauvijek dijeliti i obnavljati, i genski izražaj.

## Multipotentnost
Multipotentnost opisuje progenitor stanice, koje imaju potencijal za aktivaciju gena koji im daju sposobnost da se diferenciraju u brojne, ali ograničene vrste stanica. Na primjer, multipotentna krvna matična stanica zove se  hematopoetska stanica— i može se diferencirati u nekoliko vrsta krvnih stanica, poput limfocita, neutrofila, monocita ili sl. ali ne mogu se diferencirati u stanice mozga, koštane stanice ili druge stanice, koje nisu krvne.
Nova istraživanja vezana uz multipotentnost stanica ukazuju na to da multipotentne stanice mogu biti sposobne za transformaciju u nepovezane vrste stanica. U jednom slučaju, fibroblasti su se pretvorili u funkcionalne neurone. U drugom slučaju, ljudske matične stanice krvi u pupčanoj vrpci su pretvorene u ljudske neurone. istraživanje se također fokusira na pretvaranje multipotentnih stanica u pluripotentne stanice.
Multipotentne stanice se nalaze u mnogim, ali ne svim ljudskim staničnim tipovima.  Multipotentne stanice su nađene u pupčanoj krvi, masnom tkivu, srčanim stanicama, koštanoj srži, i mezenhumalnim matičnim stanicama (MSC) u trećim kutnjacima, tzv. umnjacima.

## Oligopotentnost
U staničnoj biologiji, oligopotentnost je sposobnost progenitor stanica da se diferenciraju u nekoliko tipova stanica. To je stupanj potentnosti. Primjeri oligopotentnih matičnih stanica su limfoidne ili mijeloidne matične stanice.
Limfoidne stanice mogu postati različite krvne stanice iste vrste, poput B- ili T-limfocita (bijele krvne stanice), no ne mogu postati druga vrsta krvne stanice, poput crvenih krvnih stanica. Primjeri progenitor stanica su vaskularne matične stanice koje imaju sposobnost postati endotelne ili glatke mišićne stanice.

## Unipotentnost
U staničnoj biologiji, unipotentna stanica je koncept da se jedna matična stanica u stanju diferencirati u samo jednu vrstu stanice. Trenutno je nejasno postoje li unipotentne matične stanice. Hepatoblasti, koji se diferenciraju u hepatocite (koje čine najveći dio jetre) ili cholangiocite (epitelne stanice žučnih vodova), su bipotentne. Bliski sinonim unipotentne stanice je prekurzorska stanica.